# 하세가와 다쓰야
하세가와 다쓰야(일본어: 長谷川 竜也, 1994년 3월 7일 ~ )는 일본의 축구 선수로 포지션은 미드필더이다.

## 구단 경력
그는 2016년부터 J리그의 가와사키 프론탈레, 요코하마 FC, 도쿄 베르디에서 뛰었다.